# Heinrich Hirtsiefer
Heinrich Hirtsiefer (* 26. April 1876 in Essen; † 15. Mai 1941 in Berlin) war ein deutscher Sozialpolitiker, Mitglied der Deutschen Zentrumspartei und stellvertretender preußischer Ministerpräsident. Er starb an den Folgen seiner KZ-Haft.

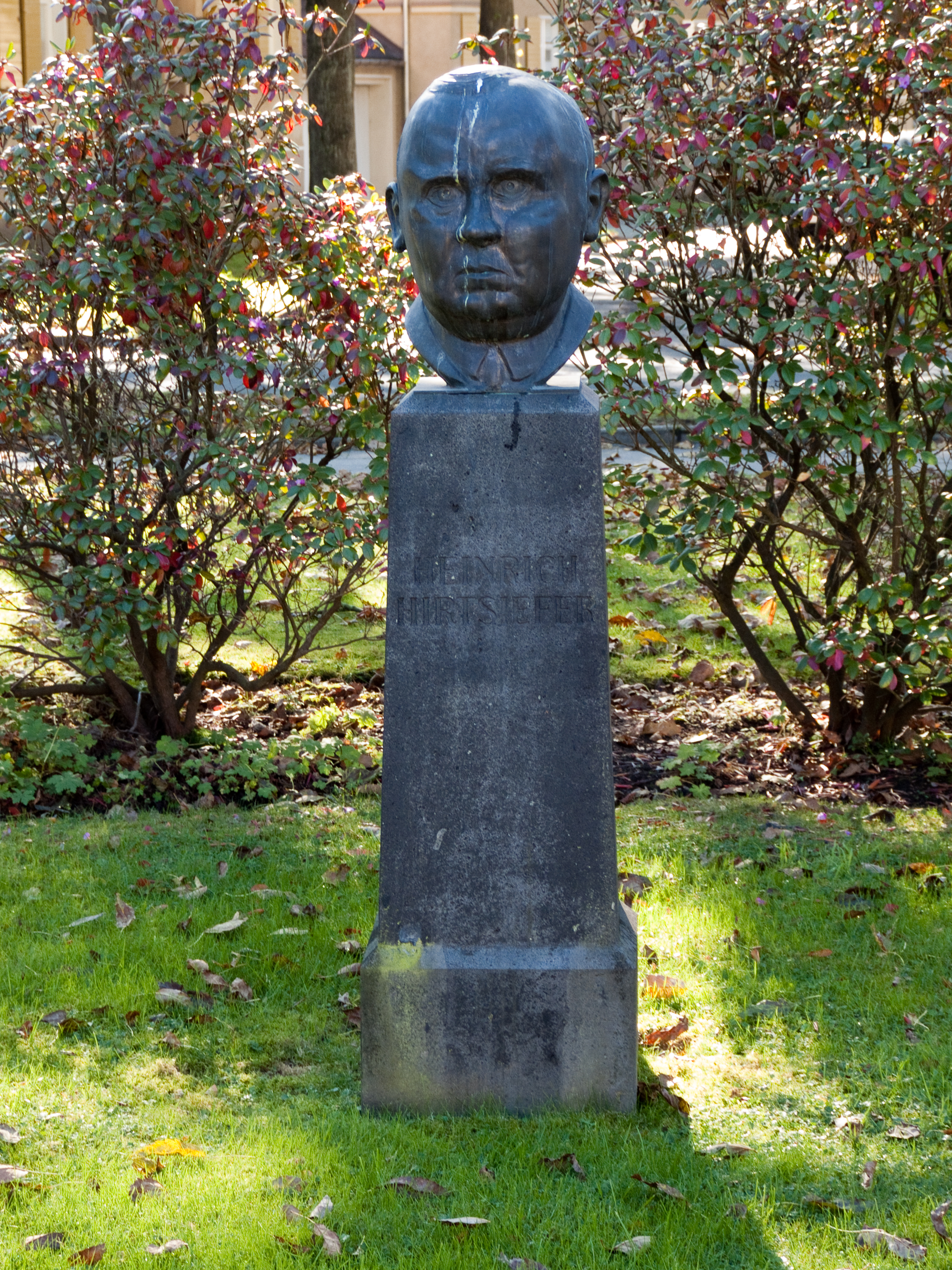
Büste von Heinrich Hirtsiefer in Essen

## Leben
Der Sohn einer katholischen Arbeiterfamilie absolvierte nach dem Besuch der Volksschule und der gewerblichen Fortbildungsschule eine Ausbildung zum Schlosser und nahm ab 1891 die Arbeit bei der Firma Krupp als Schlosser auf. Zwischen 1895 und 1897 leistete er seinen Militärdienst ab. Am 1. August 1904 wurde er Bezirksleiter des christlich-sozialen Metallarbeiterverbandes für das Rheinisch-Westfälische Industriegebiet und 1920 Verbandssekretär des Gesamtverbandes. Um die Jahrhundertwende wurde Heinrich Hirtsiefer Mitglied der Zentrumspartei. Zwischen dem 15. März 1915 und April 1917 diente er als Soldat im Ersten Weltkrieg.
Er war Ehrenmitglied der katholischen Studentenverbindungen KDStV Rappoltstein (Straßburg) Köln und KDStV Borusso-Saxonia Berlin im CV.

## Politischer Werdegang
Vom 1. Januar 1907 bis zum Mai 1924 hatte er ein Mandat als Stadtverordneter in seiner Heimatstadt Essen inne. Zudem nahm er an der Verfassunggebenden Preußischen Landesversammlung zwischen 1919 und 1921 teil.
Ab 1921 war er bis 1933 Mitglied des Preußischen Landtages. In dieser Zeit war er auch Minister für Volkswohlfahrt in Preußen, wo er den Gesetzentwurf über freiwillige Sterilisation aus eugenischen Gründen vorantrieb. Dieses Amt hatte er bis zum 25. März 1933 inne.
In der Wahlperiode vom 5. April 1925 bis 20. April 1932 war er Stellvertreter des Ministerpräsidenten.
Am 7. Juni 1932 wurde Hirtsiefer vom preußischen Ministerpräsidenten Otto Braun, der aus gesundheitlichen Gründen zurücktrat, mit der Führung der Amtsgeschäfte beauftragt. Durch den sogenannten Preußenschlag des Reichskanzlers Franz von Papen wurde er durch den stellvertretenden Reichskommissar für Preußen Franz Bracht seines Amtes enthoben. Offiziell trat er allerdings erst im März 1933 zurück.
Am 11. September 1933 folgte die Verhaftung durch die SA und SS in Essen. Kurz darauf wurde er unter der Auflage, seine Heimatstadt nie wieder zu betreten, kurzfristig auf freien Fuß gesetzt. Danach folgte erneut eine Verhaftung in Essen. Dort hängte man ihm ein Schild mit der Aufschrift „Ich bin der Hungerleider Hirtsiefer“ um, und er wurde zunächst zum Gespött der Öffentlichkeit durch die Stadt geführt und danach in Schutzhaft genommen. Danach wurde er zunächst in das Konzentrationslager Kemna in Wuppertal-Beyenburg, später ins Konzentrationslager Börgermoor im Emsland verbracht. Bei seiner Entlassung am 12. Oktober 1933 erhielt er die Auflage, nicht nach Essen zurückzukehren und ging daher nach Berlin.
Neben seiner politischen Tätigkeit war er einer der Mitbegründer der Berliner Winterhilfe vom Herbst 1930 und seit 1920 Verbandssekretär der christlichen Metallarbeiter. Während der Weimarer Republik gehörte Hirtsiefer der Republikschutzorganisation Reichsbanner Schwarz-Rot-Gold an.

## Ehrungen
- Hirtsieferzeile in Berlin-Neukölln
- Hirtsiefer-Siedlung, Wohnungs- und Baugenossenschaft im Essener Nordwesten, konzipiert von Theodor Suhnel
- Hirtsieferstraße in Essen-Altendorf
- Hirtsieferstraße in Köln-Holweide
- Ehrendoktor der Rheinischen Friedrich-Wilhelms-Universität in Bonn, der Universität von Breslau und der Technischen Universität in Graz.
- Träger des Eisernen Kreuzes II. Klasse, Ehrenzeichen I. Klasse des Deutschen Roten Kreuzes, Großes Ehrenzeichen am Bande für Verdienste um die Republik Österreich und des Großkreuzes des päpstlichen St.-Gregorius-Ordens.
- Die katholische Kirche nahm Heinrich Hirtsiefer im Jahr 1999 als Glaubenszeugen in das deutsche Martyrologium des 20. Jahrhunderts auf.
- Heinrich-Hirtsiefer-Platz in Essen-Altendorf als Adresse des neuen Firmensitzes der Wohnungsgenossenschaft Essen - Nord eG